# ویجانامایا کوشا
ویجانامایا کوشا (انگلیسی: Vigyanamaya kosha), بدن شهود یا معرفت و درک برتر.
کوشا یک واژهٔ سانسکریت به معنی بدن، لایه یا سطح است. متون قدیم یوگا انسان را مرکب از پنج بدن می‌داند که در ابعاد ناخالص تا خالص می‌باشند. چهارمین بدن ویجانامایا کوشا سطح عقلانی است. فهم و درک کردن که دو سیمای سطح عقلانی هستند، اولین یا پایین‌ترین سطح دانش درون و بیرون می‌باشند. دومین جنبهٔ درک سامکارها و کارماهاست. بعد از این دو سطح، حالت یا رسیدن است که تجربه، درک و مشاهدهٔ نفس می‌باشد.
مکانی در بدن که در آن دانش ظریف وجود دارد، ویجانامایا کوشا است، در این سطح ما ابعاد عقلانی را تعیین می‌کنیم، چیتا و آهامکارا.